# Cabo de Otranto

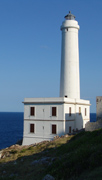
Faro del cabo de Otranto

El cabo de Otranto (en italiano: Capo d'Otranto), también conocido como cabo Palascìa, es el punto más oriental de Italia. Se encuentra situado en el territorio de la ciudad de Otranto, en la provincia de Lecce (Apulia).
El faro fue construido en 1867 y abandonado en la década de 1970. Recientemente renovado, es uno de los cinco faros mediterráneos protegidos por la Comisión Europea. Suele ser visitado por turistas, especialmente en Año Nuevo, ya que es en el punto donde se puede ver por primera vez en Italia el amanecer del nuevo año.
Según las convenciones náuticas, el cabo Otranto marca el punto donde el mar Jónico se encuentra con el mar Adriático.